# Trijntje Oosterhuis
Judith Katrijntje "Trijntje" Oosterhuis (Amsterdam, Nizozemska, 5. veljače 1973.) je nizozemska pjevačica. Kći je teologa i bivšeg svećenika Huuba Oosterhuisa i violinistice Jozefien Melief.
Predstavljala je Nizozemsku na Pjesmi Eurovizije 2015. s pjesmom "Walk Along", plasiravši se na 14. mjesto u prvom polufinalu s 33 boda.

## Diskografija
- 1999. - For Once in My Life
- 2003. - Best of Total Touch & Trijntje Oosterhuis
- 2003. - Trijntje Oosterhuis
- 2004. - Strange Fruit
- 2005. - See You As I Do
- 2006. - The Look Of Love
- 2011. - Sundays in New York
- 2011. - We've Only Just Begun
- 2012. - Wrecks We Adore

## Vanjske poveznice
- Službene stranice Trijntje Oosterhuis